# Ultratop
Ultratop reprezintă clasamentul muzical oficial din Belgia, compilat pe baza vânzărilor albumelor și single-urilor. Două clasamente paralele sunt produse și publicate, unul pentru teritoriul de limba olandeză (Flandra), iar celălalt pentru teritoriul de limba franceză (Valonia).

## Legături externe
- Ultratop - Flandra (Olandeză)
- Ultratop - Valonia (Franceză)
- Arhivă (Flandra, de la 1956 până în 2011 pe worldcharts.co.uk
- Arhivă (Valonia, de la 1996 până în 2011 pe worldcharts.co.uk